# Euantha pulchra
Euantha pulchra là một loài ruồi trong họ Tachinidae.